# مدل بنیادین کالبدشناسی
مدل بنیادی کالبدشناسی (لاتین: Foundational Model of Anatomy Ontology (FMA)) یک هستی‌شناسی مرجع برای حوزه بدن انسان و کالبدشناسی است. این مدل نمایشی نمادین از ساختار متعارف و فنوتیپی یک جاندار است. این هستی‌شناسی ساختاری فضایی از موجودات و روابط تشریحی و کالبدشناسی که تشکیلات فیزیکی یک ارگانیسم را در تمام سطوح برجسته دانه‌بندی تشکیل می‌دهد.
FMA توسط گروه انفورماتیک ساختاری در دانشگاه واشینگتن توسعه و نگهداری می‌شود.

## ویژگی‌ها
هستی‌شناسی FMA تقریباً شامل ۷۵۰۰۰ طبقه‌بندی و بیش از ۱۲۰۰۰۰ اصطلاح، بیش از ۲٫۱ میلیون مورد مربوط به از بیش از ۱۶۸ نوع رابطه است.